# Alfred Eckhardt (Bauingenieur)
Alfred Eckhardt (* 30. Mai 1872 in Kassel; † 10. Februar 1960 in Bad Wiessee) war ein deutscher Wasserbauingenieur und Baubeamter. Unter seiner Leitung wurde der Bau der Wilhelmshavener Vierten Einfahrt betrieben, des heutigen Marinestützpunkts Heppenser Groden.

## Leben
Eckhardt studierte Bauingenieurwesen an der damaligen TH Hannover und wurde dort Mitglied des Corps Hannovera. Nach Ablegung der ersten Staatsprüfung trat er 1896 bei der Eisenbahndirektion in Hannover ein. 1901 kam er als Diplom-Ingenieur zum Hafenresort der Kaiserlichen Werft Wilhelmshaven. 1906 wurde er als Hilfsdezernent an das Reichsmarineamt berufen, 1907 zum Marinebaurat befördert und mit der Leitung der Hafenbauten auf Helgoland betraut. 1910 folgte die Beförderung zum Marine-Oberbaurat. 1918 wurde er Leiter des Strom- und Hafenbauresorts der späteren Reichsmarinewerft. Als Leiter des Marinehafenbaus wechselte er 1933 zum Oberkommando der Marine und wurde später Chef des Amtes Bauwesen. Am 1. April 1942 erfolgte die Ernennung zum Ministerialdirektor.

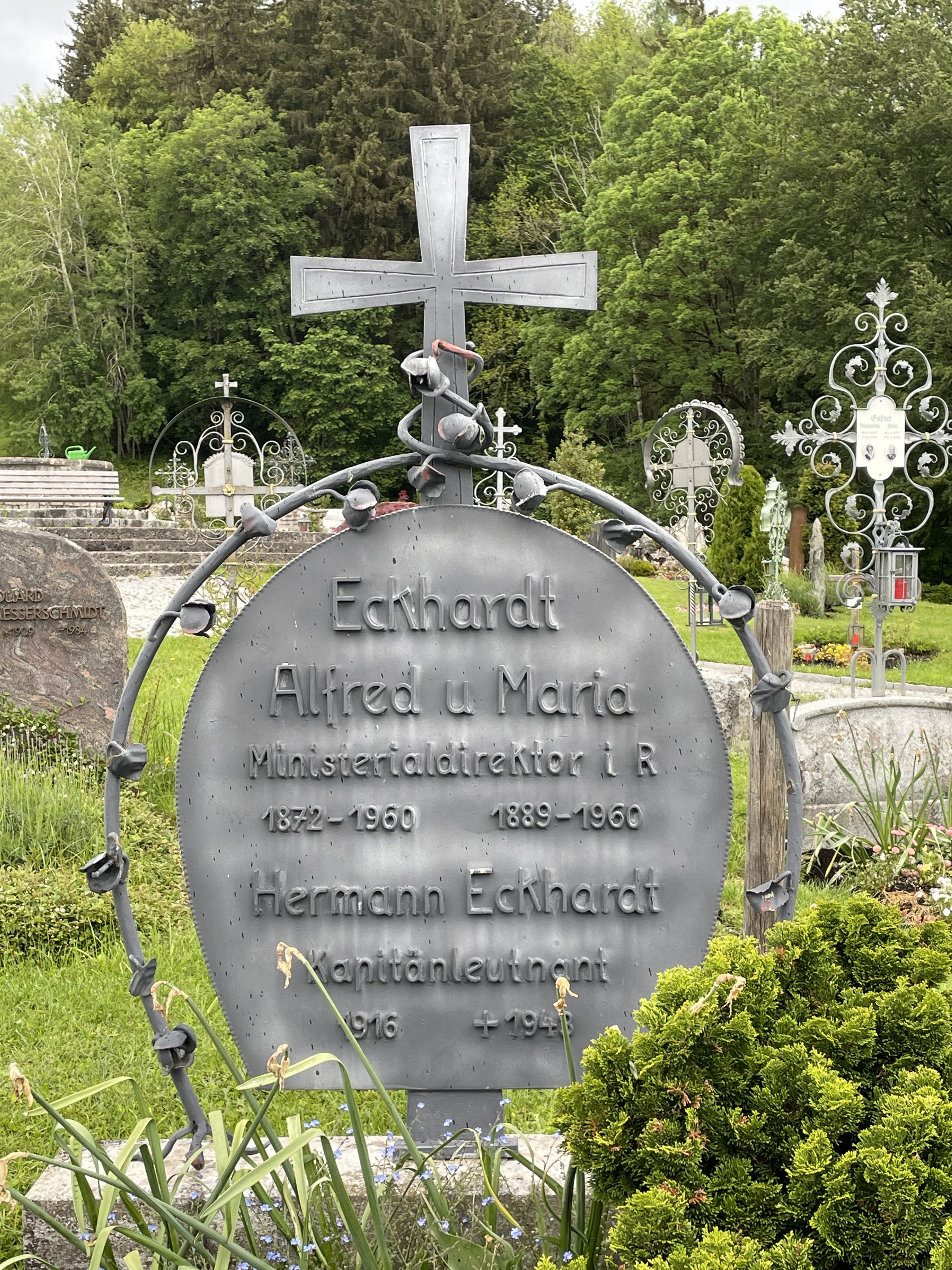
Grabstein von Alfred Eckhardt auf dem Bergfriedhof Bad Wiessee

Anlässlich seines 85-jährigen Geburtstags wurde Eckhardt das Große Verdienstkreuz des Verdienstordens der Bundesrepublik Deutschland verliehen und im Dezember 1968 wurde die Zufahrtsstraße zum Marinestützpunkt Heppenser Groden nach ihm benannt. 
Alfred Eckhardt liegt auf dem Bergfriedhof Bad Wiessee begraben.